# I'm Alright
I'm Alright è un album del 1985 di Loudon Wainwright III. È stata la sua terza uscita con l'etichetta Rounder Records, registrata a Londra. È stato prodotto da Richard Thompson, che ha anche suonato la chitarra elettrica in diverse canzoni. Il retro della copertina presenta una foto dei due insieme, intitolata "Loud and Rich".
L'album è stato nominato per il Grammy Award nella categoria "Best Contemporary Folk Recording".

## Tracce
1. One Man Guy – 4:16
2. Lost Love – 3:22
3. I'm Alright – 2:23
4. Not John – 4:25
5. Cardboard Boxes – 3:15
6. Screaming Issue – 4:52 (Wainwright III, Terre Roche)
7. How Old Are You? – 2:08
8. Animal Song" – – 2:16
9. Out Of this World – 3:17
10. Daddy Take a Nap – 3:59
11. Ready or Not (So Ripe) – 4:17
12. Career Moves – 3:16